# Альбрехт Генге
Альбрехт Генге (нім. Albrecht Gänge; 1 червня 1919, Наумбург — 6 листопада 1943, Атлантичний океан) — німецький офіцер-підводник, оберлейтенант-цур-зее крігсмаріне.

## Біографія
9 жовтня 1937 року вступив на флот. З 26 липня 1943 року — командир підводного човна U-226. 5 жовтня вийшов у свій перший і останній похід. 6 листопада U-226 був виявлений східніше Ньюфаундленда британськими шлюпами «Кайт», «Старлінг» і «Вудкок» і потоплений глибинними бомбами. Всі 51 члени екіпажу загинули.

## Звання
- Кандидат в офіцери (9 жовтня 1937)
- Морський кадет (28 червня 1938)
- Фенріх-цур-зее (1 квітня 1939)
- Оберфенріх-цур-зее (1 березня 1940)
- Лейтенант-цур-зее (1 травня 1940)
- Оберлейтенант-цур-зее (1 квітня 1942)